# آلان بروك
المشير الميداني آلان فرانسيس بروك (23 يوليو 1883 - 17 يونيو 1963) كان ضابطًا كبيرًا في الجيش البريطاني. كان رئيس الأركان العامة الإمبراطورية (CIGS)، القائد المحترف للجيش البريطاني، خلال الحرب العالمية الثانية، وجرت ترقيته إلى رتبة مشير في 1 يناير 1944. كرئيس للجنة رؤساء الأركان، كان بروك المستشار العسكري الأول لرئيس الوزراء ونستون تشرشل، وكان له دور منسق الجهود العسكرية البريطانية في انتصار الحلفاء في عام 1945. بعد تقاعده من الجيش البريطاني، شغل منصب اللورد هاي كونستابل في إنجلترا أثناء تتويج الملكة إليزابيث الثانية في عام 1953. جذبت مذكراته عن الحرب الانتباه لانتقادهم لتشرشل ولآراء بروك الصريحة حول شخصيات بارزة أخرى في الحرب.

## وفاته
أصيب بروك بنوبة قلبية وتوفي في 17 يونيو 1963. كان من المقرر أن يحضر خدمة جارتر في كنيسة سانت جورج في نفس اليوم. بعد تسعة أيام، شُيِّعَ في قلعة وِنْزُر ودفن في كنيسة سانت ماري.